# Edison asszisztense tüsszent
Edison asszisztense tüsszent (Fred Ott's Sneeze vagy Edison Kinetoscopic Record of a Sneeze) William K. L. Dickson 1894-ben bemutatott kinetoszkópos fekete-fehér rövidfilmje. Az első film az Egyesült Államokban, mely szerzői jogi védelmet kapott. Az Egyesült Államok Nemzeti Filmmegőrzési Bizottsága történelmi jelentősége miatt 2015-ben az amerikai filmes örökség részévé nyilvánította és fokozott védelemben részesítette.

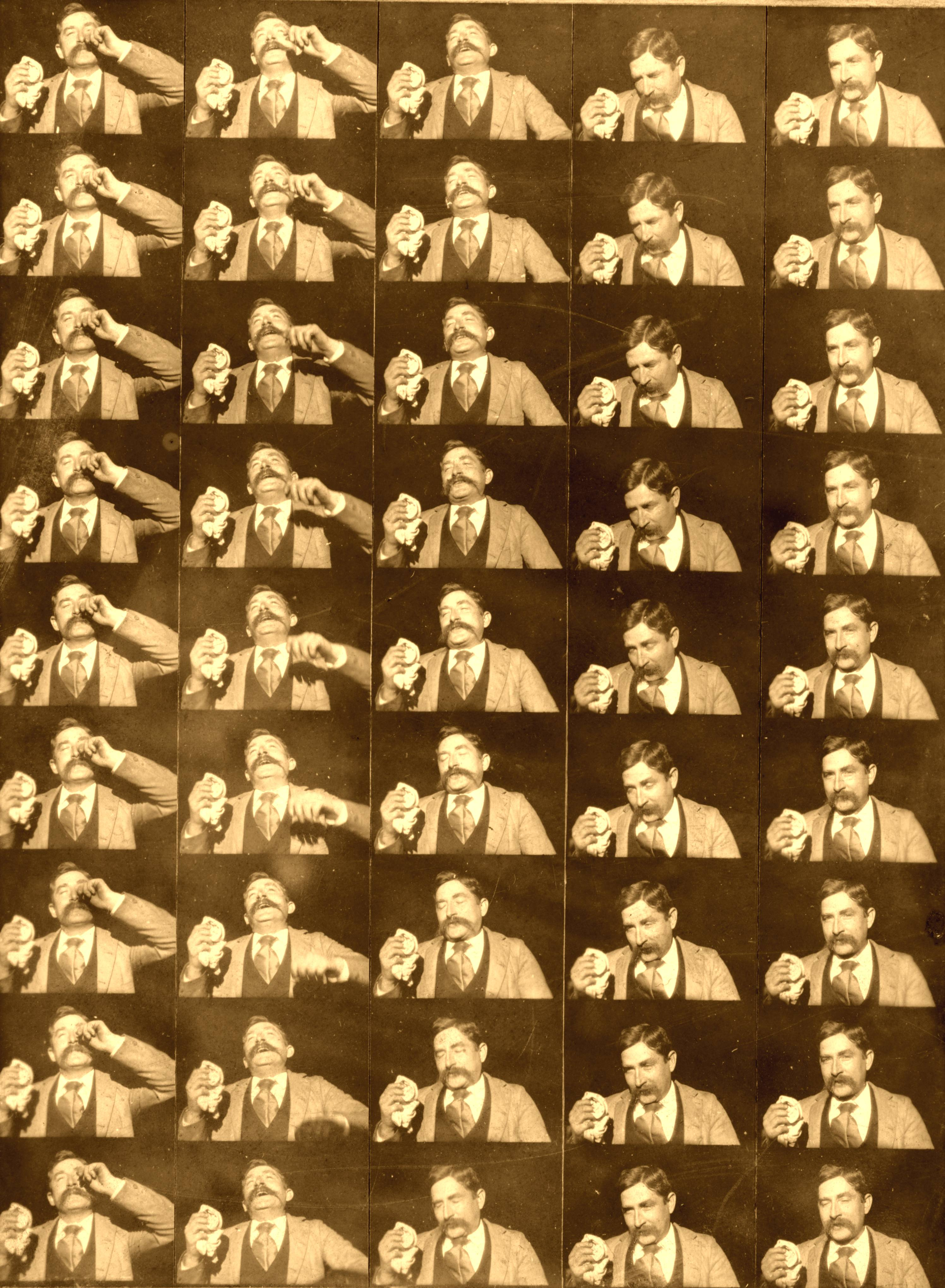
A film képkockái

## A film
Az öt másodperces felvételen Thomas Alva Edison asszisztense, Fred Ott látható, aki miután egy kis tubákot dörzsölt az orrába tüsszent egyet. 
Thomas Alva Edison cége, az Edison Manufacturing Company finanszírozta, ahol Dickson dolgozott. A filmet 1894 január első hetében Edison stúdiójában a Black Mariában rögzítették 35 mm-es filmre.

## Lásd még
- 1894 a filmművészetben